# Neocorus ibidionoides
Neocorus ibidionoides är en skalbaggsart som först beskrevs av Audinet-serville 1834.  Neocorus ibidionoides ingår i släktet Neocorus och familjen långhorningar.
Artens utbredningsområde är Paraguay. Inga underarter finns listade i Catalogue of Life.